# Lepidocolaptes
Lepidocolaptes – rodzaj ptaków z podrodziny tęgosterów (Dendrocolaptinae) w rodzinie tęgosterowatych (Dendrocolaptidae).

## Zasięg występowania
Rodzaj obejmuje gatunki występujące w Ameryce.

## Morfologia
Długość ciała 17–23 cm; masa ciała 18–40 g.

## Systematyka

### Etymologia
Lepidocolaptes: gr. λεπις lepis, λεπιδος lepidos „łuska”; κολαπτης kolaptes „dzięcioł”.

### Podział systematyczny
Do rodzaju należą następujące gatunki:
- Lepidocolaptes squamatus (M.H.C. Lichtenstein, 1822) – drzewiarz łuskogłowy
- Lepidocolaptes falcinellus (Cabanis & F. Heine Sr., 1860) – drzewiarz atlantycki
- Lepidocolaptes albolineatus (Lafresnaye, 1846) – drzewiarz amazoński
- Lepidocolaptes duidae J.T. Zimmer, 1934 – drzewiarz ciemny
- Lepidocolaptes souleyetii (Des Murs, 1849) – drzewiarz kreskowany
- Lepidocolaptes lacrymiger (Des Murs, 1849) – drzewiarz górski
- Lepidocolaptes leucogaster (Swainson, 1827) – drzewiarz białogardły
- Lepidocolaptes affinis (Lafresnaye, 1839) – drzewiarz perełkowany
- Lepidocolaptes angustirostris (Vieillot, 1818) – drzewiarz białobrewy
- Lepidocolaptes fatimalimae E.B. Rodrigues, Aleixo, Whittaker & Naka, 2013 – drzewiarz brązowy
- Lepidocolaptes fuscicapillus (von Pelzeln, 1868) – drzewiarz smugowany